# Uniplex
A Cine Uniplex, também conhecida como MMC Cinemas ou Grupo Chainça, é uma empresa brasileira do ramo de exibição cinematográfica com sede na cidade de São José do Rio Preto. Está presente em onze cidades do interior do Estado de São Paulo, Paraná e Santa Catarina, sendo que seu parque exibidor é composto por onze complexos e vinte salas de exibição. Suas 3 905 poltronas perfazem uma média de 195,25 assentos por sala.

## História
A empresa foi fundada em 1989, pelo empresário paulista Marcelo Maurício Chainça, que já possuía experiência na área de exibição cinematográfica e montou uma rede de exibição  ao abrir cinemas nas cidades de Avaré, Catanduva, Três Lagoas, Itapeva e Jaboticabal, ente outras. Inicialmente, a empresa utilizava a marca MMC Cinemas, um acrônimo formado pelas iniciais nome do seu fundador.

### Cinemas históricos e cinema de arte
A rede tem experiência na gestão de cinemas históricos, como Cine Bandeirantes, da cidade de Catanduva, inaugurado em 10 de abril de 1946 e que chegou a possuir 1 250 lugares. Na década de 1990 passou por uma ampla reforma e recebeu mais uma sala, nomeada de Cine República, como homenagem a outro cinema histórico da cidade, fundado em 1925 com o nome de Cine Theatro São Domingos e que fora instalado na Praça da República, onde até novembro de 2015 funcionava um agência do Banco Bradesco. Estas duas salas foram empregadas para exibição de filmes de arte e festivais de cinema mas, abandonadas pelo público e pelo poder público local, sofreu sérios prejuízos financeiros até encerrar definitivamente as portas em setembro de 2012. Pode ter colaborado com a extinção destas salas a abertura do shopping Catanduva Garden Shopping em 1 de janeiro de 2010, que abrigou um complexo de três salas gerenciadas pela empresa goiana Lumière.
Outro importante cinema de rua explorado pela empresa e que deixou de funcionar foi o Cine Eldorado da cidade de São José do Rio Preto, que a MMC Cinemas assumiu em 1998 e encerrou suas atividades em 23 de abril de 2013, cujo prédio foi demolido. Este espaço foi também utilizado para exibição de filmes alternativos e houve um projeto de se criar um Armazém Cultural, complexo que abrigaria três salas e um museu. A partir de 2010 a empresa principiou um processo de modernização, que culminou na mudança da marca para Uniplex, sendo que o primeiro complexo a utilizar a marca foi o da cidade de Jales, inaugurado em novembro de 2013.
Em 2003, a empresa tentou revitalizar o antigo cine Canaã, da cidade de Frutal, que conseguiu operar até março de 2005. O apoio da rede ao cinema nacional foi reconhecido pela Agência Nacional do Cinema (ANCINE), fazendo com que fosse contemplada com o Prêmio Adicional de Renda de 2011, promovido por aquela agência governamental e que beneficiou vários de seus complexos, como o Cine Capitólio, da cidade de Olímpia.

### Digitalização das salas
No que se refere ao processo de digitalização (onde os antigos projetores de película 35 mm são substituídos por equipamentos digitais) a empresa atingiu o percentual de 70% em março de 2015, conforme com portal especializado em mercado de cinema Filme B. Naquela mesma época  e de acordo com a mesma publicação, a Uniplex alcançou o 32º por número de salas.
A empresa continua a ser dirigida por seu fundador, Marcelo Maurício Chainça.

## Público
Abaixo, números do público da rede no período de 2008 até 2019. A variação mencionada se refere a comparação com o ano anterior. Os números de 2008 à 2013 foram extraídos do Box Office do portal especializado em mercado de cinema Filme B, sendo que os dados de 2014 e 2015 tem como origem o Database Brasil. Já os dados de 2016 em diante procedem do Relatório "Informe Anual Distribuição em Salas Detalhado", do Observatório Brasileiro do Cinema e do Audiovisual (OCA) da ANCINE.
No período avaliado, houve um crescimento no 255,94% entre os frequentadores da rede, com um aumento expressivo na comparação 2015 x 2016.
| Ano  | Público total | Ranking no país | Market Share | Variação |
| ---- | ------------- | --------------- | ------------ | -------- |
| 2008 | 75 711        | 54º             | 0,09%        | ano-base |
| 2009 | 136 156       | 48º             | 0,12%        | 79,84    |
| 2010 | 113 567       | 54º             | 0,08%        | 16,59%   |
| 2011 | 148 536       | 45º             | 0,10%        | 30,79%   |
| 2012 | 157 932       | 46º             | 0,11%        | 6,33%    |
| 2013 | 156 847       | 46º             | 0,10%        | 0,69%    |
| 2014 | 182 192       | 42º             | 0,12%        | 16,16%   |
| 2015 | 165 888       | 50º             | 0,10%        | 8,95%    |
| 2016 | 290 110       | 38º             | 0,16%        | 74,88%   |
| 2017 | 310 878       | 35º             | 0,17%        | 7,16%    |
| 2018 | 269 489       | 38º             | 0,16%        | 13,31%   |
| 2019 | 374 505       | 37º             | 0,21%        | 38,97%   |